# سانتا كولوما دي كيرفالو
بلدية سانتا كولوما دي سيربيلو (بالكاتالانية: Santa Coloma de Cervelló) هي إحدى بلديات مقاطعة برشلونة، والتي تقع في منطقة كاتالونيا، شرق إسبانيا.
يبلغ عدد سكانها 7.508 نسمة وفقاً لإحصائية سنة (2007).